# Kisksjön
Kisksjön är en sjö i kommunen Pedersöre i landskapet Österbotten i Finland. Sjön ligger 50 meter över havet. Arean är 36 hektar och strandlinjen är 2,64 kilometer lång. Sjön  ingår i Esse å huvudavrinningsområde.   Den ligger omkring 95 kilometer nordöst om Vasa och omkring 380 kilometer norr om Helsingfors.